# 양양 낙산사 홍련암
양양 낙산사 홍련암(襄陽 洛山寺 紅蓮庵)은 강원특별자치도 양양군 강현면에 있는 불전이다. 1984년 6월 2일 강원특별자치도의 문화재자료 제36호로 지정되었다.

## 개요
한국의 3대 관음도량 중 하나인 낙산사는 해변에 자리잡은 특이한 구조를 갖춘 절이다.
낙산사 옆 쪽에 있는 이 불전은 신라 문무왕 16년(676) 의상대사가 세웠으며 광해군 12년(1619)에 고쳐 세운 기록이 남아 있으나 지금 있는 건물은 고종 6년(1869)에 고쳐 지어 오늘에 이르고 있다. 의상대사가 붉은 연꽃 위에 나타난 관음을 직접 보고, 대나무가 솟은 자리에 홍련암을 지었다는 설화가 전해 내려오고 있다.
건물 규모는 앞면 3칸·옆면 3칸으로, 지붕은 옆면에서 볼 때 여덟 팔(八)자 모양인 팔작지붕이다. 건물이 절벽 위에 자리잡고 있어 문을 옆면에 달아 앞면으로 사용하고 있다. 법당 안에는 조그만 관음보살좌상을 모시고 있고 ‘보타굴’이라는 현판이 붙어 있다.

## 사진

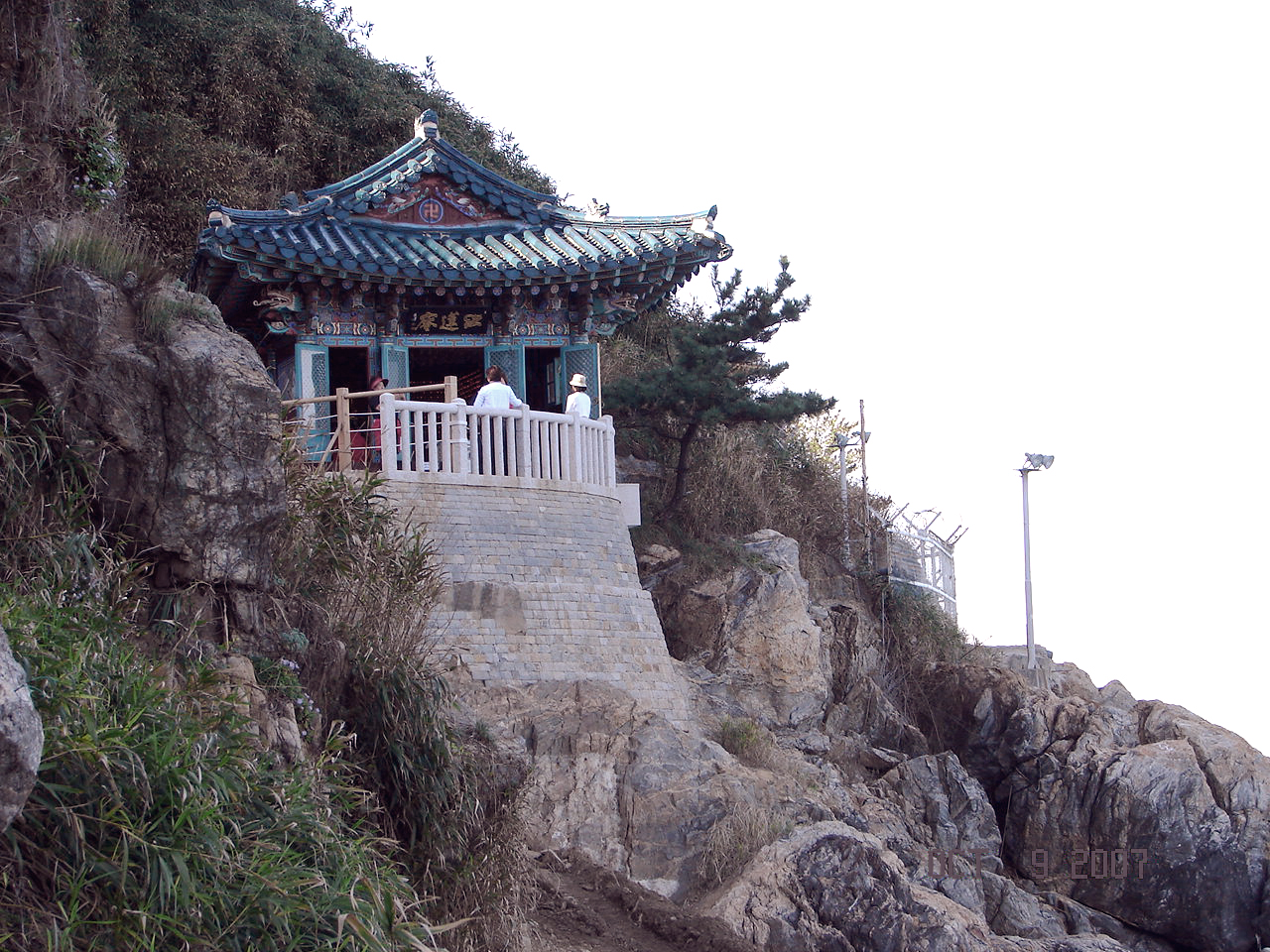
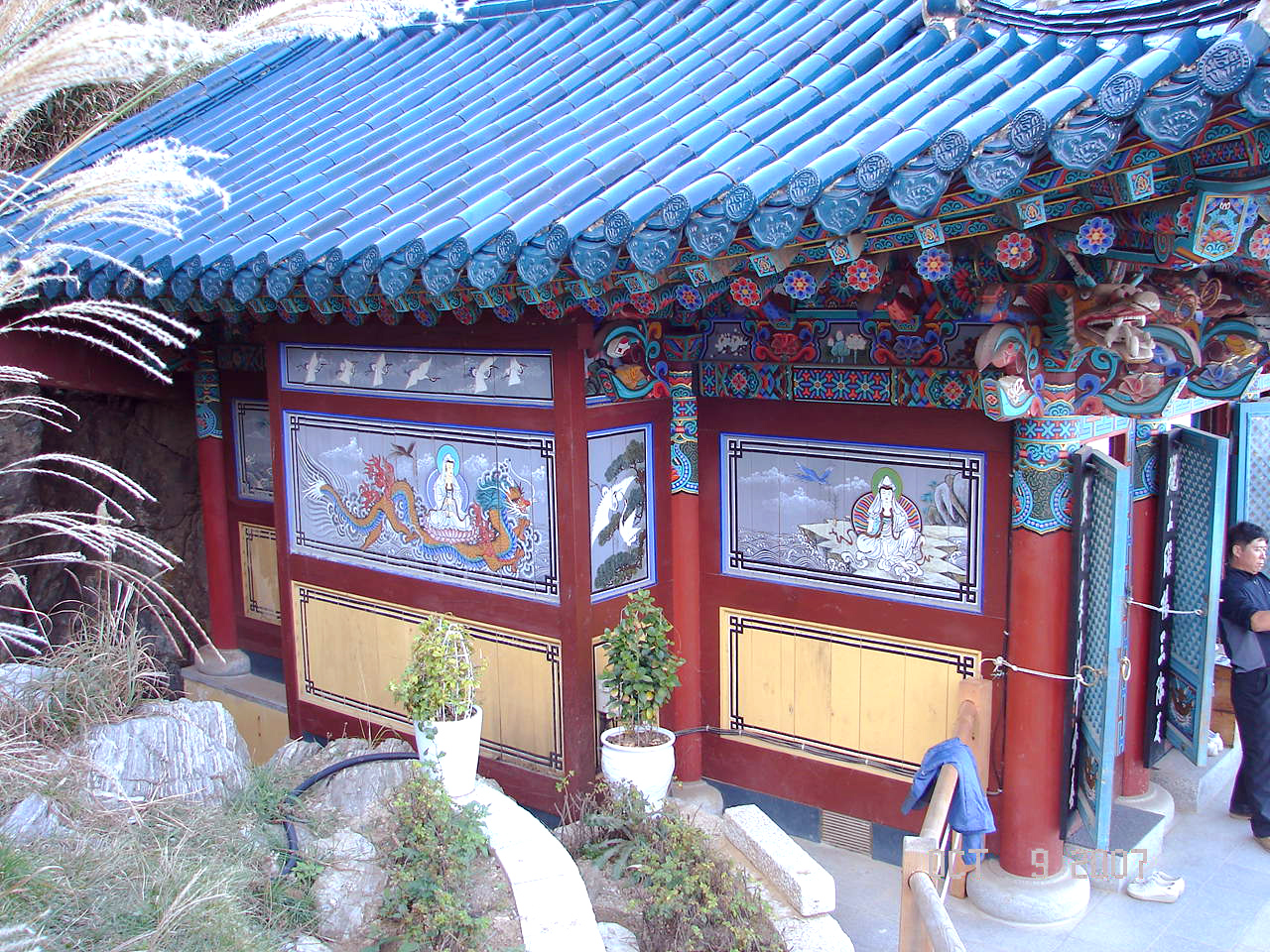
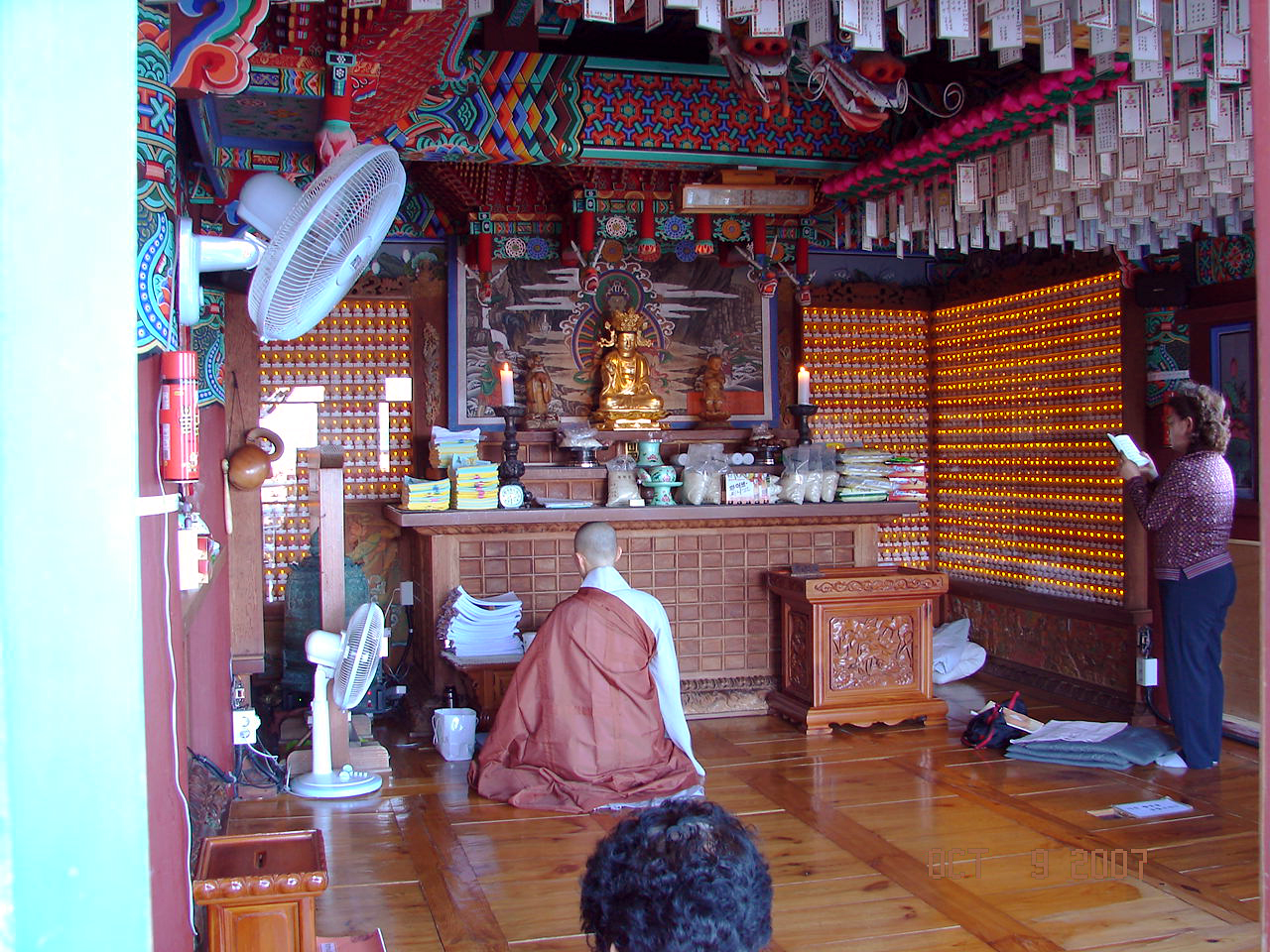

## 같이 보기
- 낙산사
- 양양 낙산사 의상대와 홍련암 (명승 제27호)
- 의상대사

## 참고 자료
- 낙산사홍련암 - 국가유산청 국가유산포털